# Drumming Song
"Drumming Song" é uma canção da banda inglesa de indie rock, Florence and the Machine. A canção foi lançada pela Island Records em 13 de setembro de 2009 no Reino Unido como o quarto single do primeiro álbum da banda, Lungs. Foi o quarto single da banda a entrar no top 75 no UK Singles Chart, atingindo um máximo de 54 durante a sua semana de lançamento físico. O B-side é uma versão demo de "Falling" uma faixa que aparece apenas na edição Deluxe de Lungs.  Embora não tão bem sucedido comercialmente como seus outros singles, "Drumming Song" é um favorito entre os fãs em e as performances ao vivo da banda.
O single foi nomeado para "Melhor Vídeo de Música" (ao lado de Lady Gaga e Mika) nos Q Awards, que teve lugar em 25 de outubro de 2009. 

## Background
"Drumming Song" tem uma colaboração instrumental de bateria, órgão, piano, baixo, violino, viola, e harpa. James Ford, produtor da faixa, colabora com baixo, bateria, órgão e piano. Ford co-escreveu a canção com Crispin Hunt e a canção recebe vozes de fundo por Ladonna Hartley-Peters e Victoria Alkinlola. 
Welch elaborou o conceito da música:

## Promoção
Como parte da promoção do single, a banda tocou a canção no Jools Holland com seu single anterior "Rabbit Heart (Raise It Up)". O single também foi realizado em inúmeros festivais em todo o Reino Unido durante 2009, incluindo Glastonbury, Brighton, T In The Park, Bestival, Reading e Electric Picnic na República da Irlanda.
Um clipe para a música foi filmado no interior de Christ Church, Spitalfields, com Florence Welch e dançarinos. A igreja barroca inglesa, designada por Nicholas Hawksmoor, interpretou as formas gerais da arquitetura gótica com a linguagem da arquitetura clássica.
A música também aparece na trilha sonora de 2010 FIFA World Cup South Africa, o videogame publicado pela EA Sports.

## Recepção critica
"Drumming Song" recebeu feedback positivo dos críticos. A Digital Spy premiou a música 4 estrelas de um possível 5: "Com o lançamento de 'Drumming Song', o quarto single levantado dos Lungs, seu impulso para frente parece pronto. Uma oferta mais escura e mais difícil do que 'Rabbit Heart' é um caso de tambor como metáfora para o amor, enquanto Welch descreve um caso de amor não adulterado e apaixonado. "Mais alto que as sirenes, mais alto do que os sinos, mais doce do que o céu e mais quente do que o inferno", ela lamenta com mais poder e paixão para justificar todos os críticos NME nomeou a melhor faixa de música de 2009, dizendo: "Em 'Drumming Song', ela criou possivelmente uma das músicas de amor mais intensamente apaixonadas e doloridas que já ouvimos".

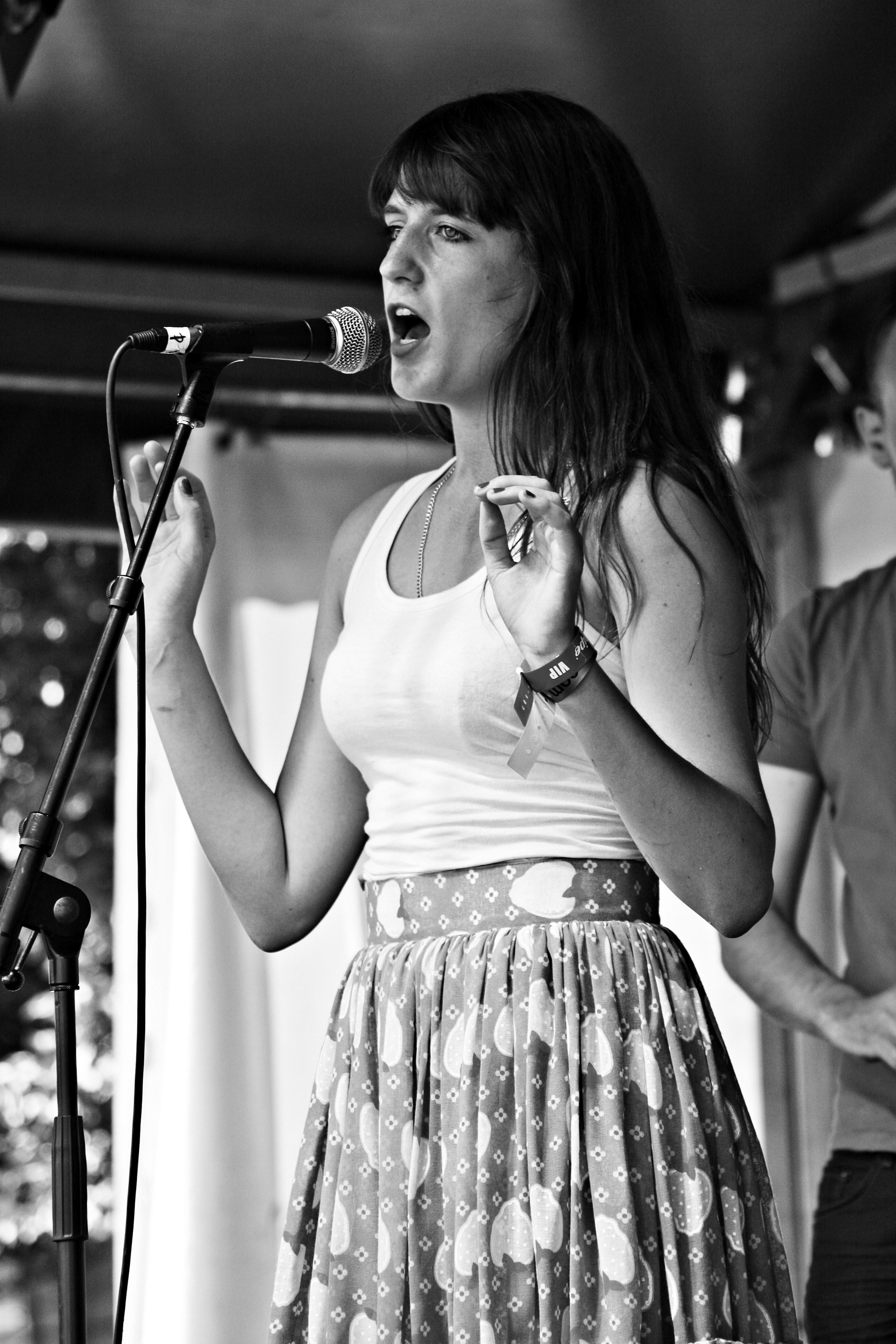
Florence Welch compôs a música.

## Formatos
UK CD single
1. "Drumming Song" — 3:45
2. "Falling" (demo) — 3:48
3. "Dog Days Are Over" (acoustic) — 3:58

UK 7" vinyl single
1. "Drumming Song" - 3:45
2. "My Boy Builds Coffins" (acoustic)

Download digital
1. "Drumming Song" – 3:43
2. "Drumming Song" (acoustic) — 3:51
3. "Drumming Song" (Boy 8-Bit Remix) — 6:31
4. "Drumming Song" (Jack Beats Remix) — 5:04
5. "Rabbit Heart (Raise It Up)" (acoustic) — 3:52

## Desempenho gráfico
"Drumming Song" foi o quarto single lançado por Florence and the Machine, e após o sucesso de "Kiss with a Fist" e "Rabbit Heart (Raise It Up)", o single conseguiu entrar no UK Singles Chart, chegando a um pico de # 54.
| Gráfico (2009) | Pico de posição |
| -------------- | --------------- |
| Escócia        | 14              |
| Reino Unido    | 54              |